# Tuchla-Osada
Tuchla-Osada est une localité polonaise de la gmina de Laszki, située dans le powiat de Jarosław en voïvodie des Basses-Carpates.